# Carex disticha
Carex disticha es una especie de planta herbácea de la familia Cyperaceae. 

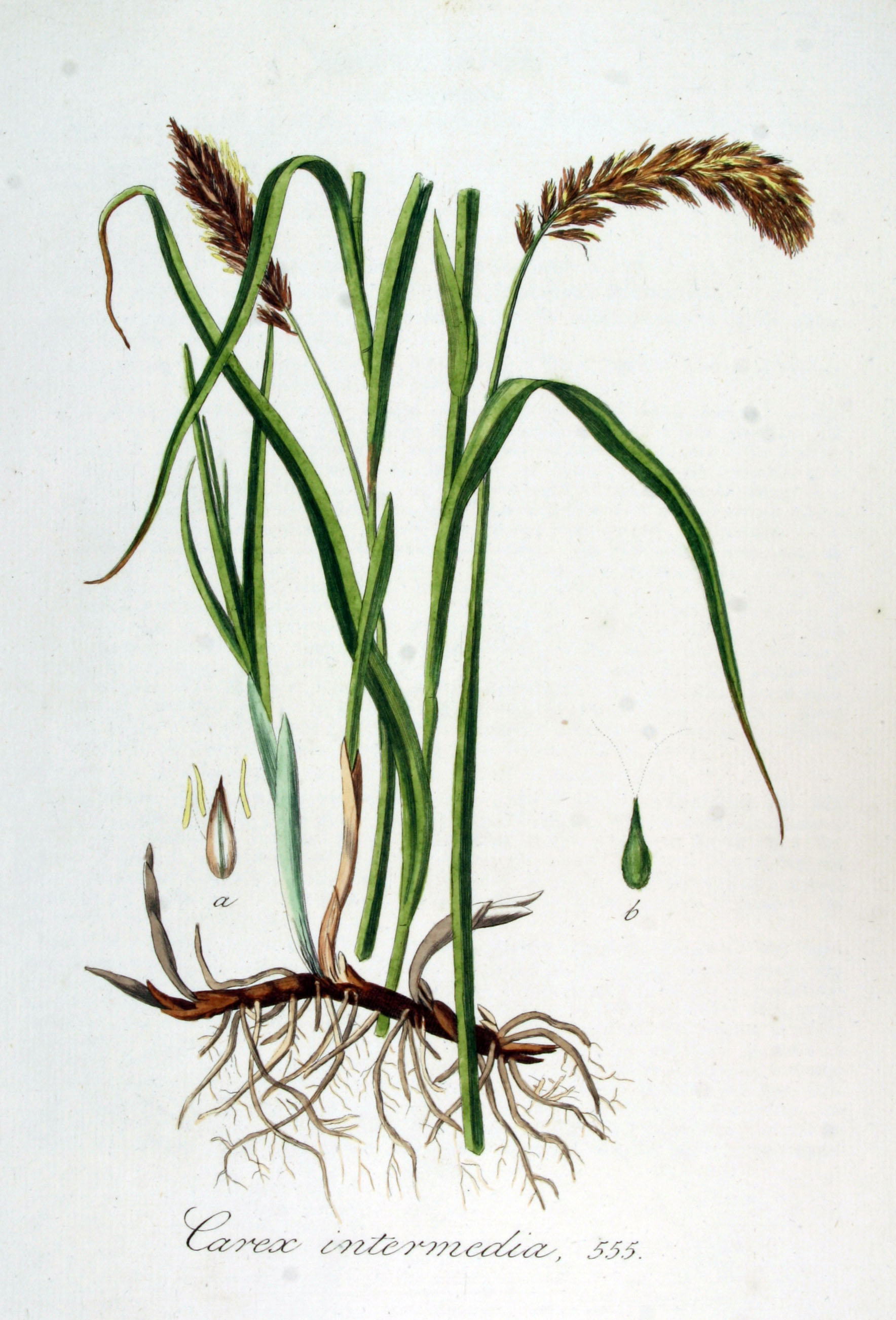
Ilustración

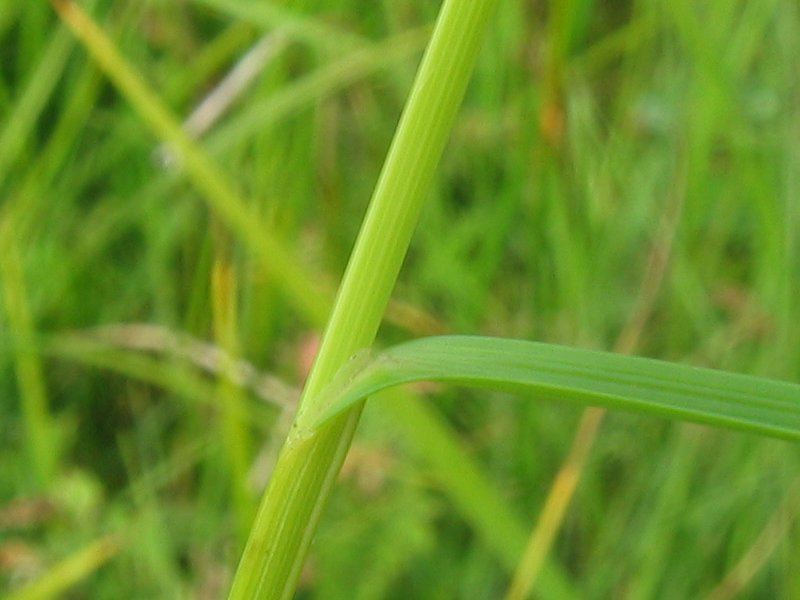
Detalle de la planta

## Descripción
Es una planta con rizoma de entrenudos largos. Tallos de 20-60(100) cm de altura, trígonos, con los ángulos agudos, escábridos en la parte superior. Hojas de (1)2-4(5) mm de anchura, de menor longitud que los tallos, planas, escábridas en los bordes de la zona superior, blandas; lígula 2,5-5(6) mm, con los bordes libres levantados o no, de menor anchura que el limbo, de ápice agudo, obtuso o redondeado; sin antelígula; vainas basales escuamiformes, enteras o raramente algo fibrosas, de color pardo. Bráctea inferior de longitud mucho menor que la inflorescencia, glumácea, de ápice setáceo, que rara vez supera la espiga. Espigas dispuestas en espiga simple de (1)1,8-4,7(5) cm, agrupadas o raramente la inferior algo separada, las  superiores femeninas, las medias masculinas (a veces con algún utrículo en la base o bien con flores masculinas en el ápice y en la base y la parte media femenina) y las inferiores femeninas. Glumas ovales, agudas o acuminadas, de color pardo verdoso claro, raramente obscuro en cuyo caso tienen margen hialino, las femeninas de longitud igual o algo menor que los utrículos. Utrículos 4- 4,5(5) × 1,2-1,6(2,2) mm, de contorno oval, plano-convexos, esponjosos en la base, con bordes no o muy estrechamente alados, prominentemente nerviados, verdosos, gradualmente atenuados en un pico de (1)1,4-1,7 mm, escábridoserrulado, bidentado. Aquenios 1,7-1,9(2) × 0,7-1,4 mm, de contorno, oval o ± elíptico, biconvexos, o plano-convexos, con la base del estilo persistente en forma de una corta columna.

## Distribución y hábitat
Se encuentra en prados higroturbosos; a una altitud de 800-1700 metros en Eurasia, introducida en el E de Canadá. En la península ibérica crece dispersa en áreas montañosas de la mitad N española.

## Taxonomía
Carex disticha fue descrita por   William Hudson  y publicado en Flora Anglica 347. 1762.
Citología
Número de cromosomas de Carex disticha (Fam. Cyperaceae) y táxones infraespecíficos: 2n=62
Etimología
Ver: Carex
disticha; epíteto latino que significa "en dos filas".
- Carex arenaria Leers
- Carex grossheimii V.I.Krecz.
- Carex intermedia Gooden.
- Carex longibracteata Schleich.
- Carex modesta J.Gay
- Carex multiformis Thuill.
- Carex pseudoarenaria Pers.
- Carex schoenoides DC.
- Carex spicata Lam.
- Carex teretiuscula subsp. modesta (J.Gay) Nyman
- Caricina disticha (Huds.) St.-Lag.
- Vignea disticha (Huds.) Peterm.
- Vignea disticha f. floribunda Peterm.
- Vignea intermedia Rchb.[5][6]